# Ursviken–Gamla Karleby
Ursviken–Gamla Karleby var en färjelinje som drevs av Rederi AB Bottenviken från 1960 till 1962 då den ersattes av färjelinjen Skelleftehamn–Gamla Karleby.

## Bakgrund
Ursviken/Skelleftehamn hade ångbåtsförbindelser norrut eller söderut längs Norrlandskusten, ibland även med Vasa. Detta från slutet av 1800-talet och fram till 1946. Den sista ångbåten som gick var Sveabolagets s/s Ragne.

## Historia
År 1960 blev tre affärsmän från Skellefteå delägare i Rederi AB Bottenviken. Syftet var att bedriva färjetrafik mellan Ursviken och Gamla Karleby. I april 1960 köptes den dansktillverkade färjan m/s Nordbornholm (byggd 1939) in. Färjan rymde 258–400 passagerare, 30-84 hyttplatser och 12–15 bilar. Sträckan tog 6,5 timme att färdas. År 1962 färdades 18 000 passagerare och 500 bilar med färjan vilket var fler än året dessförinnan. Omkring tre fjärdedelar av passagerarna var finländare. I oktober 1962 upphörde trafiken för att våren därpå återupptas med samma färja men från Skelleftehamn.